# 波羅佐克
50°33′21″N 35°22′7″E / 50.55583°N 35.36861°E
波羅佐克（烏克蘭語：Порозок）是位於烏克蘭東北部的村莊，由蘇梅州蘇梅區的克拉斯諾皮利亞市鎮負責管轄。該村處於波日尼亞河左岸，分別距離斯拉夫霍羅德1公里和波日尼亞2.5公里，海拔高度135米，2001年人口534。